# Eneda Tarifa
Eneda Tarifa (n. 30 martie 1982), cunoscută și sub numele de Eneida Tarifa, este o cântăreață albaneză. Ea a reprezentat Albania la Concursul Muzical Eurovision 2016, cu melodia „Përrallë”, după câștigarea Festivali i Këngës 54. Ea a mai participat la acest festival în anii 2003 și 2007.

## Viața și cariera

### Cariera muzicală
Eneda s-a născut în Tirana, Albania. Și-a început cariera în 2003, când a participat la Festivali i Këngës 42, cu melodia „Qëndroj”, reușind să se califice în finală. În 2006, a participat în cadrul festivalului „Kënga Magjike”, cu melodia „Rreth zjarrit tënd”, plasându-se pe locul al patrulea, cu 154 puncte. I-a fost acordat și premiul  Çesk Zadeja. Anul următor a participat la Festivali i Këngës 46, cântând „E para letër”, ieșind pe locul al zecelea din șaptesprezece, cu 11 puncte. În 2008, a participat din nou la Kënga Magjike, cu „Zeri im”, acumulând un total de 577 puncte.
În 2010, a participat la Top Fest 2010, cu melodia „Me veten”. Câștigând competiția, a prezentat programul Portokalli, pe Top Channel. Eneda s-a întors la Festivali i Këngës, în 2015, unde, cu melodia „Përrallë”, a reușit să câștige competiția. Ea va reprezenta Albania în Cadrul Concursului Muzical Eurovision 2016, în Stockholm.